# Dr. Jekyll és Mr. Hyde különös esete
Dr. Jekyll és Mr. Hyde különös esete (eredeti angol címe Strange Case of Dr Jekyll and Mr Hyde) Robert Louis Stevenson skót regényíró 1886-ban megjelent regénye. A mű a 19. századi Londonban játszódik, ahol Utterson ügyvéd megpróbál utánajárni a furcsa eseményeknek, melyek összekötik barátját, a jó Dr. Jekyll orvost és tudóst, valamint a gonosz Mr. Hyde-ot.

## Történet
Utterson Londonban élő ügyvéd, akinek a figyelmét felkelti egy bizonyos Mr. Hyde. Az ügyvéd meg van győződve róla, hogy Hyde, a barátja életére akar törni, aki nem más mint Dr. Henry Jekyll. Az orvos és tudós Jekyll kutatásai egy idő után a misztikus és transzcendentális irányban fordulnak, amit másik barátja és kollégája Lanyon, nem néz jó szemmel. Jekyll tudományos áttörést ér el, amely kezdetben örömmel tölti el. Idővel, azonban a dolgok irányítása kicsúszik a kezéből és nem tudja befolyásolni a bekövetkező eseményeket. Régi barátja, Utterson, a végsőkig kitart mellette és komornyikjára, Poole-ra, is számíthat a legnehezebb pillanatokban.

## Cselekmény
|  | Alább a cselekmény részletei következnek! |

### Utterson elbeszélése
Utterson és Enfield szokásos londoni sétáján van. Enfield felhívja Utterson figyelmét egy házra, ahol egy rendkívül ellenszenves ember lakik. Utterson megkéri, hogy írja le az embert, mire Enfield azt feleli, bár emlékszik rá, mégsem tudja leírni. De elmondja, hogy Hyde a neve.
Utterson vacsora után a páncélszekrényből elővesz egy végrendeletet. „Dr. Jekyll végrendelete” áll a borítékon. Ha Dr. Jekyll több mint három hónapra eltűnik, akkor minden hagyatékát Edward Hyde örökli.
Utterson felkeresi Lanyon doktort, aki Henry Jekyll legrégebbi barátja. Megkérdezi tőle, hogy ismeri-e Hyde-ot. A nemleges válasz után hazament, azonban egész éjjel nem tud aludni. Meg kell ismernie Hyde arcvonásait. Ezen éjszaka után időről időre elmegy Hyde házához, hogy megpillanthassa. Egyik este szerencsével jár és találkozik Hyde-dal. A találkozás után azt gondolja, hogy Hyde nem is emberi lény. Még aznap este felkeresi Jekyll doktort, de ő nincs otthon. Utterson meg van győződve, hogy Hyde csak Jekyll doktor örökségét akarja megszerezni.
Két héttel később, Jekyll ebédet rendez barátainak. Az ebéd után Utterson rákérdez a végrendeletre és Hyde-ra. Jekyll azt feleli, hogy ez magánügy és ne foglalkozzon vele. Ellenben megkéri Uttersont, hogy az eltűnése esetén, segítse Hyde-ot. Az ügyvéd megígéri.
Egy évvel később borzalmas bűntény rázza meg Londont. Egy szolgálólány éjszaka néz ki az ablakán és meglát két férfit. Egy magas idős férfi magyaráz egy alacsonynak. Az alacsonyban felismeri Mr. Hyde-ot, akinél egy nehéz bot van és nem felel a másik férfinak. A következő pillanatban Hyde őrjöngve ütni kezdi a másik férfit és megöli. Az áldozat zsebében megtalálják Utterson névjegyét. Másnap Utterson azonosítja az áldozatot, akiben Sir Danvers Carew-t ismeri fel. Uttersonnak megmutatják a botot, amivel a gyilkosságot elkövették, és felismerte, hiszen ő maga ajándékozta Jekyllnek. Utterson felajánlja a rendőrtisztnek, hogy elviszi Hyde házához. Hyde-ot nem találják otthon. Utterson és Newcomen rendőrfelügyelő átvizsgálja a házat. A ház teljesen fel van dúlva. Úgy tűnik Hyde fejvesztve menekül.
Délután Utterson felkeresi Jekyllt. A doktor nagyon betegnek látszik. Utterson megkérdezi, hogy tudja-e mi történt és hogy segíti-e a gyilkost. A doktor azt válaszolja, hogy Hyde-nak nincs szüksége segítségre és biztos benne, hogy soha többet nem fognak hallani róla. A doktornál van egy levél és nem tudja eldönteni, hogy megmutassa-e a rendőrségnek. Utterson tanácsát kéri. A levél alján Edward Hyde aláírás áll. A levélben Hyde arra kéri a doktort, hogy ne tegyen érte semmit, mert ő biztonságban van és biztos a megmenekülésében. A levelet Utterson magához veszi Jekyll kérésére. Utterson az otthonában megmutatja a levelet Guestnek. Miközben Guest vizsgálja a levelet, az inas behoz egy vacsorameghívást, amit Dr. Jekyll küldött. Guest meglátja a másik írást és össze akarja hasonlítani a kettőt. Megállapítja, hogy a két levelet ugyanaz az ember írta. Utterson megkéri Guest-et, hogy ne beszéljen a levélről.
A gyilkos fejére több ezer font vérdíjat tűztek ki, de Hyde szőrén-szálán eltűnt. Utterson ennek hallatán megnyugszik. Dr. Jekyll újra társasági ember lesz. Utterson és Lanyon a doktornál vacsorázik és az ügyvédet ez a régi szép napokra emlékezteti. Pár nappal később Utterson meg akarja látogatni a doktort, azonban az nem fogadja. Utterson elmegy Lanyon-hoz, aki halálos betegnek néz ki. Utterson megjegyzi, hogy Jekyll is beteg, mire Lanyon közli, hogy soha többet nem akarja látni Jekyllt, sőt még hallani sem akar róla. Utterson megkérdezi, hogy tehet-e valamit az ügyben, Lanyon azonban azt válaszolja, hogy kérdezze Jekyllt. Lanyon hozzáteszi, hogy az ő halála után Utterson talán megismeri az ügy összes oldalát.
Utterson a hazatérése után levelet ír Jekyllnek és magyarázatot kér. Jekyll válaszában megírja, hogy megszakítja mindenkivel a kapcsolatot, mert övé a legnagyobb bűn a világon. Utterson nem tudja mire vélni a dolgot.
Egy hét múlva Lanyon doktor ágynak esik és nem egészen két heti szenvedés után meghal. Utterson felbontja Lanyon neki címzett levelét, amiben azonban egy másik boríték van, amit csak Dr. Jekyll eltűnése vagy halála esetén lehet felnyitni.
Utterson többször felkeresi Jekyll házát, ahova azonban soha nem engedik be. Utterson lassan felhagy látogatásaival.
Egy vasárnap Utterson és Enfield megint Hyde háza előtt sétálnak el. Enfield elmondja, hogy rájött, ez Dr. Jekyll házának hátsó kapuja. Bemennek, hogy körülnézzenek. Találkoznak a doktorral. Elkezdenek beszélgetni, azonban Jekyll arckifejezése hirtelen megváltozik, mire a két férfi azonnal elhagyja a házat.
Egy este Uttersont felkeresi Poole. Elmondja, hogy valami borzalmas dolog történik a doktor házában. Azt nem meri megmondani, hogy konkrétan mi, de arra kéri Uttersont, hogy menjen vele. Mikor megérkeznek a doktor házába Utterson megdöbbenve látja, hogy a késői időpont ellenére az összes cseléd a hallban tartózkodik. Megkérdezi, hogy miért van ez, mire Poole azt válaszolja, mert félnek. Utterson és Poole bekopog Dr. Jekyll dolgozószobájába, ahonnan egy hang azt válaszolja, hogy nem fogad senkit. A két férfi megállapítja, hogy ez nem a doktor hangja volt és a komornyik szerint a gazdáját meggyilkolták. Mindketten arra a következtetésre jutnak, hogy a gyilkos Hyde volt, aki még mindig a házban van. Elhatározzák, hogy elkapják a gyilkost és a tervükbe beavatják Bradshaw-t az inast is. Betörnek a dolgozószobába, ahol megtalálják Hyde-ot, aki azonban nem sokkal előbb öngyilkos lett. Felkutatják az egész házat Dr. Jekyll holttestéért, de sehol nem találják. Visszatérve a dolgozószobába találnak egy borítékot rajta Utterson nevével. A borítékban három levél van. A végrendeletből kiderül, hogy az ügyvéd örököl mindent Dr. Jekyll után. Találnak még egy rövid levelet is, amiben a doktor leírja, hogy Utterson olvassa el Lanyon levelét és ha az sem elég, akkor a harmadik írást is, ami a doktor vallomása.

### Lanyon doktor elbeszélése
Lanyon egy napon az esti postával levelet kap Henry Jekylltől. A levélben a doktor arra kéri Lanyont, hogy azonnal menjen el a házába és Poole segítségével törjenek be a dolgozószobájába. A szobában az E jelű szekrény 4. fiókját vegye magához és vigye haza. A fiókot éjfélkor kell átadnia egy embernek a saját rendelőjében.
Megjelenik az ember a fiókért és összeállít belőle egy szert magának. Mielőtt meginná, megkérdezi Lanyont, hogy kíván-e több magyarázatot. Amikor Lanyon igennel felel a férfi megissza a folyadékot. Lanyon legnagyobb megdöbbenésére a férfi átváltozik és ott áll előtte Henry Jekyll. A barátja elmond neki mindent. Azonban a történet annyira borzalmas és megrázó, hogy Lanyonon olyan lelki betegség vesz erőt, amiről tudja, hogy bele fog halni.
Lanyon még annyit közöl Uttersonnal, hogy akit beengedett a házába, az Hyde volt, Carew gyilkosa.

### Henry Jekyll teljes vallomása
Dr. Jekyll hamar ráébred saját kettősségének tudatára. Kettős emberi természetnek hívja. Az egyik a jó, a másik pedig a rossz. Felfedez egy szert, amellyel a másik énje testet tud ölteni. A szert csak sok töprengés után meri kipróbálni. Legnagyobb megdöbbenésére az átváltozás után sokkal jobban érzi magát, pedig tudja, hogy ez az énje színtiszta rossz. Amikor Hyde alakjában van, úgy érzi, bármit megtehet, és meg is teszi. Jekyll elborzad Hyde tettei előtt, de úgy gondolja, hogy azokért egyedül Hyde felelős. Ha lehetett jóvátette Hyde bűneit.
Két hónappal Sir Carew halála előtt történt meg az az eset, hogy mint Jekyll feküdt le és úgy ébredt, mint Hyde. Rádöbben, hogy egyre inkább kezd Hyde lenni. Döntenie kell két énje között és ő Jekyllt választja. Két hónapig bír ellenállni Hyde-nak. Ekkor gyilkolja meg Carew-t. Elhatározza, hogy jótékonykodással teszi jóvá Hyde tettét.
Egy napon a parkban üldögélve összehasonlítja a saját tevékenységét mások közönyösségével. Ekkor szédülés fogja el és mire elmúlik, már átváltozott Hyde-dá. Ezután írja meg a levelet Lanyonnak. Miután találkozott a kollégájával és elmondott neki mindent, hazament. A következő naptól kezdve, csak nagyon nehezen tudott Jekyll maradni. Ha véletlenül elaludt, mindig Hyde-ként ébredt fel és az egyre erősebb lett.
A só, amiből az át- és visszaváltozáshoz szükséges italt készítette, fogyóban van, ezért új adagot rendel. Azonban az új anyag nem működik. Végig kutatta Londont, de nem talált megfelelő anyagot. Meg van győződve róla, hogy az első anyag szennyezett volt és ezért működött. A vallomást a régi por utolsó adagjának hatása alatt írja. Az már nem érdekli, mi fog történni Hyde-dal, de azt tudja, hogy mikor befejezi a vallomását Henry Jekyll élete is véget ér.
|  | Itt a vége a cselekmény részletezésének! |

## Szereplők

### Főszereplők
- Dr. Henry Jekyll, orvos és tudós
- Edward Hyde, gonosztevő
- Gabriel John Utterson, Dr. Jekyll barátja és ügyvédje
- Hastie Lanyon doktor, Dr. Jekyll barátja és kollégája
Utterson barátja

### További szereplők
- Richard Enfield, Utterson úr távoli rokona
- Poole, Dr. Jekyll komornyikja
- Bradshaw, Inas Dr. Jekyll házában
- Sir Danvers Carew, Hyde áldozata
- Newcomen, rendőrfelügyelő
- Mr. Guest, Utterson irodafőnöke, grafológus
- szolgálóleány

## Magyarul
- Yekyll doktor csodálatos története. Regény; ford. Tábori Róbert; Légrády Testvérek, Bp., 1900 (Legjobb könyvek)
- Dr. Jekyll és Mr. Hyde különös esete; ford. Benedek Marcell; Lampel, Bp., 1913 (Magyar könyvtár)
- Dr. Jekyll és Mr. Hyde különös esete; ford. Désy Tamás; Bécsi Magyar Kiadó, Wien, 1922 (Regényfüzér)
- Jekyll és Hyde. Regény; Tolnai, Bp., 1926 (Tolnai regénytára)
- Dr. Jekyll és Mr. Hyde különös esete; vál., szerk. Hunyadi Csaba, ford. Benedek Marcell et al.; Szukits, Szeged, 1996 (Gothic)
- Dr. Jekyll és Mr. Hyde különös esete; átdolg. Kathleen Olmstead, ford. Csonka Ágnes; Alexandra, Pécs 2010 (Klasszikusok könnyedén)
- Jekyll és Hyde; ford. Weisz Böbe; Alinea, Bp., 2012 (Klasszik sorozat)
- Dr. Jekyll és Mr. Hyde; ford. Illés Róbert; Helikon, Bp., 2017 (Helikon zsebkönyvek)

## Film
- Dr. Jekyll and Mr. Hyde (1920) rendező: John S. Robertson
- Dr. Jekyll és Mr. Hyde (1931) rendező: Rouben Mamoulian
- Ördög az emberben (1941) rendező: Victor Fleming
- Dr. Jekyll and Mr. Hyde (1973) rendező: David Winters (Musical-változat)
- Jekyll & Hyde (1990) rendező: David Wickes
- A gonosz csábítása (1996) rendező: Stephen Frears
- Dr. Jekyll és Mr. Hyde (2000) rendező: Colin Budds

## További kiadások
- Yekyll doktor csodálatos története, Légrády, 1904, ford. Tábori Róbert
- Dr. Jekyll és Mr. Hyde különös esete, Európa, 1978, ford. Benedek Marcell, ISBN 963-07-1364-0
- Dr. Jekyll és Mr. Hyde különös esete, Glória, 1990, ford. Benedek Marcell, ISBN 963-02-8188-0
- Dr. Jekyll és Mr. Hyde különös esete, Szukits, 1996, ford. Benedek Marcell, vál., szerk. Hunyadi Csaba, ISBN 963-9020-11-7
- Dr. Jekyll és Mr. Hyde különös esete, Alexandra, 2010, Robert Louis Stevenson eredeti regényét átd. Kathleen Olmstead, Jamel Akib illusztrációival, ford. Csonka Ágnes, ISBN 978-963-297-316-6
- Dr. Jekyll és Mr. Hyde különös esete, Cartaphilus, 2011, ford. Benedek Marcell, ill. Bobály Katalin, ISBN 978-963-266-216-9
- Dr. Jekyll és Mr. Hyde különös története, Alinea, 2012, ford. Weisz Böbe, ISBN 978-615-5303-00-5

## Fordítás
Ez a szócikk részben vagy egészben  a   Strange Case of Dr Jekyll and Mr Hyde című angol Wikipédia-szócikk fordításán alapul.  Az eredeti cikk szerkesztőit annak laptörténete sorolja fel. Ez a jelzés csupán a megfogalmazás eredetét és a szerzői jogokat jelzi, nem szolgál a cikkben szereplő információk forrásmegjelöléseként.